# 블란스코구

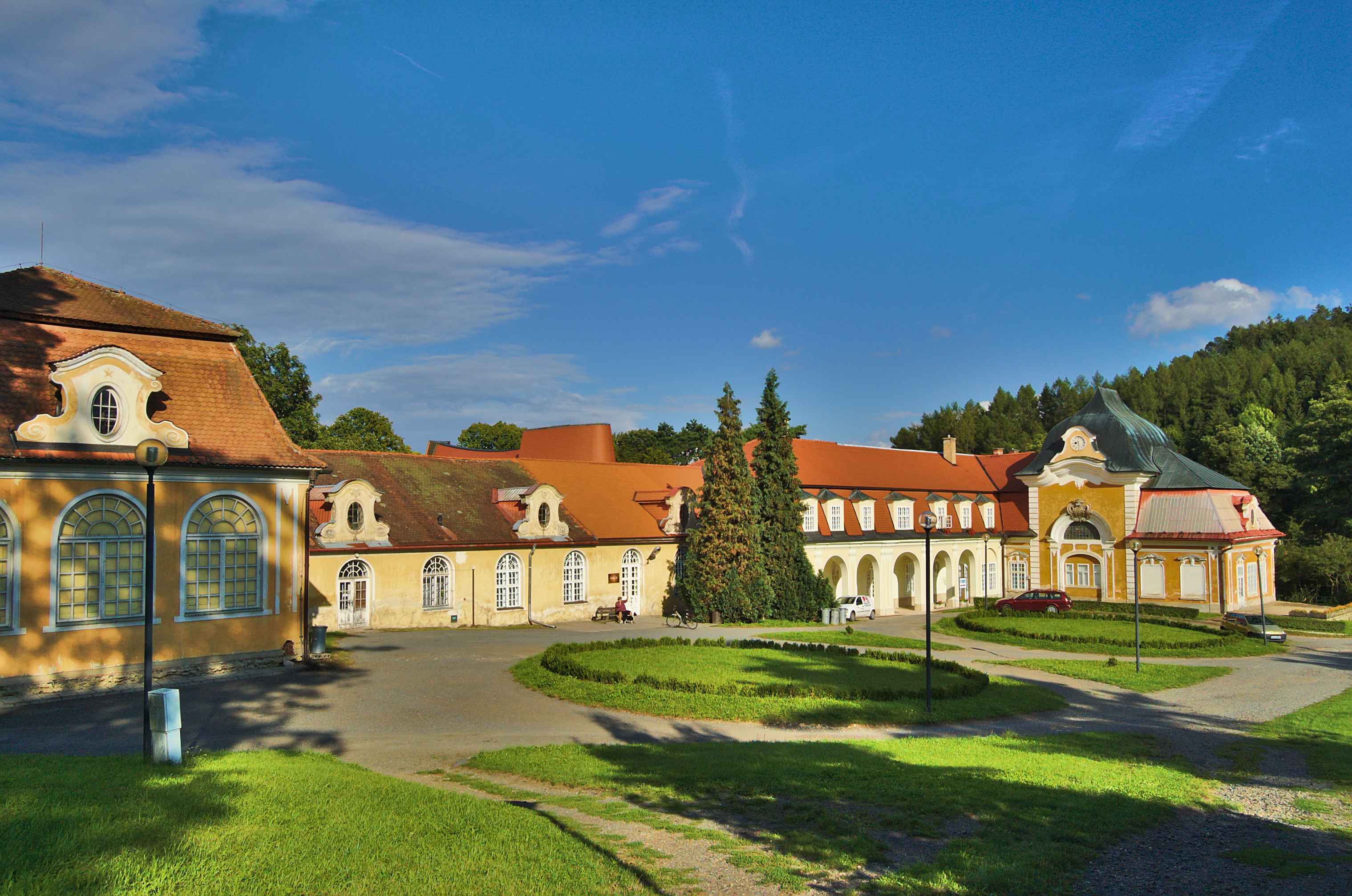
블란스코구 벨케오파토비체에 위치한 벨케오파토비체성

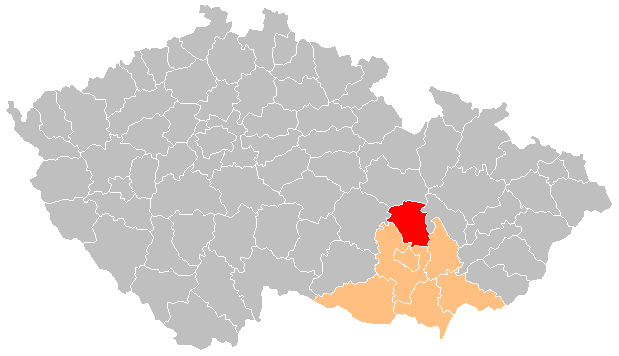
블란스코구의 위치

블란스코구(체코어: Okres Blansko)는 체코 남모라바주를 구성하는 7개 구 가운데 하나로 행정 중심지는 블란스코이며 면적은 862.65km2, 인구는 108,801명(2019년 1월 1일 기준), 인구 밀도는 130명/km2이다. 
남모라바주 남동부에 위치하며 116개 지방 자치체(17개 시, 99개 마을)를 관할한다. 남모라바주 브르노 도시구, 브르노 교외구, 비슈코프구, 올로모우츠주 프로스테요프구, 파르두비체주 스비타비구, 비소치나주 주댜르나트사자보우구와 접한다.